# Populacja (biologia)
Populacja biologiczna (łac. populus – „lud, naród”) – grupa osobników jednego gatunku zamieszkujących dany obszar, współwystępujących w określonym czasie. Populacja składa się z organizmów (osobników), które mogą się krzyżować między sobą i może być podzielona na populacje lokalne (nazywane demami). Interakcje ekologiczne i rozrodcze między osobnikami w danej populacji są częstsze niż interakcje z osobnikami innych populacji tego samego gatunku.
Populacja to również zespół organizmów jednego gatunku żyjących równocześnie w określonym środowisku i wzajemnie na siebie wpływających, zdolnych do wydawania płodnego potomstwa.

## Ważniejsze parametry charakteryzujące populację
- odziedziczalność
- powtarzalność
- podobieństwo fenotypowe krewnych
- korelacje genetyczne
- korelacje fenotypowe
- korelacje środowiskowe

Inny podział cech charakteryzujących populację:
- rozrodczość
- śmiertelność
- areał (obszar występowania)
- zagęszczenie populacji
- liczebność
- struktura płci i wieku
- struktura socjalna
- strategia życiowa
- dynamika liczebności

Cechy te są kreowane przez czynniki ekologiczne.

## Rodzaje przestrzennego rozmieszczenia osobników w populacji
- przypadkowe – rozmieszczenie losowe, bez jakichkolwiek zasad. Występuje bardzo rzadko, głównie w przypadku bakterii i innych organizmów niższego rzędu.

- równomierne – spotykane głównie na polach uprawnych, ogródkach np. równomierne rozsianie roślin. Ten typ jest bardzo rzadko spotykany w przyrodzie.

- skupiskowe – osobniki łączą się w grupy, kolonie lub stada, razem mają bowiem większe szanse na przetrwanie (łatwiej zdobywają pokarm). Ten typ rozmieszczenia spotykamy najczęściej, dotyczy wielu gatunków np. stad wilków. Skupiska mogą być rozłożone równomiernie lub przypadkowo.